# Константин Чесновски
Константин Чесновски е участник в Руско-турската война (1877 – 1878), опълченец в Българското опълчение.

## Биография
Константин Чесновски е роден през 1852 г. в село Таваличево, Кюстендилско. След обявяване на Руско-турската война в 1877 година постъпва в Българското опълчение на 20 април 1877 г. Участва в разгрома на турците при село Ветрен, Казанлъшко, на 4 юли, при Казанлък на 5 юли, в боевете при Стара Загора на 19 юли, при отбраната на Шипченския проход от 9 до 12 август. и в сраженията при Шейново на 28 декември 1877 г. Получава 7 ордена за храброст и златна чаша. След войната се заселва в Кюстендил. Баща на Тодорка Чесновска (съпруга на Емануил Попдимитров). През 1928 г. е удостоен със званието „почетен гражданин на град Кюстендил“.